# Russische militaire begraafplaats in Baruth
De Russische militaire begraafplaats in Baruth/Mark is een militaire begraafplaats in Brandenburg, Duitsland. Op de begraafplaats liggen omgekomen Russische militairen uit de Tweede Wereldoorlog.

## Begraafplaats
Vrijwel alle militairen kwamen aan het einde van de oorlog om het leven. De begraafplaats bestaat uit graven met centraal gelegen een groot monument. Er liggen ca. 1200 omgekomen militairen.